# Từ, Hàm Đan
Từ (giản thể: 磁县; phồn thể: 磁縣; bính âm: Cí Xiàn, âm Hán Việt: Từ huyện) là một huyện nằm ở phía nam địa cấp thị Hàm Đan, tỉnh Hà Bắc, Trung Quốc. Huyện này có diện tích 715,51 km², dân số năm 2020 là 426.345 người. Mã số bưu chính của huyện Từ là 056500. Chính quyền huyện đóng ở trấn Từ Châu.

## Phân chia hành chính
Huyện Từ được chia thành 11 đơn vị hành chính gồm 6 trấn và 5 hương.